# Hrvatski filmski savez
Hrvatski filmski savez - HFS je krovna organizacija amaterskih filmskih i video udruga, koja djeluje u okviru Hrvatske zajednice tehničke kulture.
Predsjednik saveza je Ana Đordić Sjedište saveza je u Zagrebu, Tuškanac 1.

## Povijest Saveza
Društva ljubitelja filma u Hrvatskoj organizirano djeluju od 1928. godine. 1963. godine osnovan je Kinosavez Hrvatske, iz prijašnjeg Centra za kinoamaterstvo Hrvatske. Hrvatski filmski savez je pravni slijednik Kinosaveza Hrvatske
HFS okuplja kino i video klubove, filmske družine i pojedince od osnovnoškolskog uzrasta do umirovljenika, potiče njihov rad, radi na obrazovanju voditelja i članova filmskih udruga. HFS organizira predstavljanje i valorizaciju filmskog i video stvaralaštva u zemlji i inozemstvu, te brine o očuvanju i zaštiti filmskih i video ostvarenja amaterske kinematografije. 
U sklopu HFS djeluje 162 filmskih i video klubova, te 33 udruge s pravnim statusom, uz velik broj individualnih članova.
Savez je od 1992. član Svjetske organizacije amaterske kinematografije (UNION INTERNATIONALE DU CINÉMA - UNICA). 
Od 2005. HFS je član Međunarodne federacije filmskih saveza.

## Članovi saveza
| - Filmska autorska grupa Enthusia Planck - Filmski i video klub Zlatna dolina - Filmski - video klub Pregrada - Foto-kino klub Baranja film - Foto-kino klub Drava - Foto-kino-video klub Križevci - Foto-kino video klub Zaprešić - GFR film-video - Kinoklub Karlovac - Kinoklub Split - Kino-video klub Dubrovnik - Kino video klub Liburnija-film - Škola animiranog filma Čakovec - Vanima - studio animiranog filma - Video klub Mursa - Zagrebački foto kino savez - Blank - Foto-kino klub Đakovo - Udruga UKE – Urbana kultura i edukacija | - Amaterski video foto klub Delnice - Foto film klub Daruvar - Filmski i video klub Šibenik - Autorski studio - fotografija, film, video - Bjelovarski amaterski film - film '95 - Foto video klub Mirko Lauš - M-art - Studio Pangolin - Foto video klub 35mm - Foto video klub Kutina - Udruga za film i video VIVIF - Kinoklub Paluba 7 - Škola filma Šipan - Studio Nezavisne Produkcije - Udruga za promicanje kulture DOKUart - Centar za razvoj i promociju medijske kulture LUKAS - Kulturni klub - Udruga za promicanje filmske, glazbene, plesne i kazališne kulture - Pulska filmska tvornica |

## Djelatnost HFS-a

### Filmska produkcija
| - Blizine (2009) cjelovečernji igrani - Bastion (2007) kratki igrani - Tulum (2007) kratki eksperimentalni - Autoportret (2006) kratki eksperimentalni - Moja susjeda Tanja(2006) kratki dokumentarni - Drugdje (2005) kratki dokumentarni - Cesar Franck- Wolf Vostell (2005) kratki dokumentarni - Purgatorij (2005) kratki dokumentarni - Što je muškarac bez brkova? (2005) cjelovečernji igrani - Stolac za ljuljanje (2005) kratki igrani - Željko Jerman – Moj mjesec (2005) kratki dokumentarni - Planktoni (2005) kratki igrani - Velika očekivanja (2005) kratki eksperimentalni - Grad, gradovi (2004.) kratki eksperimentalni - Möder unter uns (2004.) eksperimentalni | - Endart (2004.) eksperimentalni - Sinaj (2004.) eksperimentalni - La strada (2004.) dokumentarni - Arabaska (2004) kratki eksperimentalni - Onkraj (2003.) eksperimentalni - Morena (2003.) eksperimentalni - Dead man walking (2003.) dokumentarni - Das lied ist aus (2002.) eksperimentalni - Endart ii. dio (2002.) eksperimentalni - Rat za harmagedon (2002.) dokumentarni - Praznik rada (2002.) dokumentarni - Zaboravljeni (2002.) dokumentarni - Nigredo (2001.) kratki igrani - Glenn Miller 2000. (2001.) eksperimentalni - Ne daj se Floki (2000.) cjelovečernji igrani |

### Nakladništvo
Hrvatski filmski savez, izdavao je dva stručna časopisa; 
- Hrvatski filmski ljetopis
- Zapis (više ne izlazi)

HFS uz to izdaje razne filmološke knjige i prigodne publikacije. Od 2001. pokreće i razne filmske programe u gradu Zagrebu, a od 2003. godine ima i vlastitu dvoranu u Zagrebu, u kojoj po niskoj cijeni ili besplatno prikazuje vrijedne povijesne i suvremene (neameričke) umjetničke filmove. Te iste programe prosljeđuju i drugim centrima po Hrvatskoj (Rijeka, Split, Šibenik, Osijek, Koprivnica...)

## Vanjske poveznice
Službene stranice HFS-a